# غونار سوندمان
غونار سوندمان (بالسويدية: Gunnar Sundman)‏ (15 أبريل 1893 – 20 يوليو 1946) هو سبّاح سويدي راحل، مثّل بلاده في الألعاب الأولمبية الصيفية 1912.

## روابط خارجية
غونار سوندمان على موقع اللجنة الأولمبية الدولية (الإنجليزية)
- غونار سوندمان على موقع أوليمبيديا (الإنجليزية)
- غونار سوندمان على موقع اللجنة الأولمبية السويدية (السويدية)